# Мелвілл Купер
Джордж Мелвілл Купер (англ. George Melville Cooper більше відомий як Мелвілл Купер; 15 жовтня 1896 — 13 березня 1973, Лос-Анджелес) — британський і американський актор кіно.
Дебютував на сцені в Стратфорді-на-Ейвоні у віці 18 років. У 1934 році він переїхав до Сполучених Штатів. Кар'єру в кіно закінчив в 1950-х роках, і повернувся на телебачення і в театр.

## Вибрана фільмографія
- 1931 — Чорна кава — / Black Coffee — старший інспектор Джепп
- 1934 — Приватне життя Дон Жуана — Лепорелло
- 1936 — Чудова інсинуація
- 1937 — Кінець місіс Чейні
- 1940 — Гордість і упередження
- 1940 — Ребекка  — коронер
- 1941 — Леді Єва — Джеральд
- 1941 — Вогонь Нового Орлеана